# NGC 5310
NGC 5310 – gwiazda o jasności obserwowanej ok. 13m, znajdująca się w gwiazdozbiorze Panny. Zaobserwował ją Phillip Sidney Coolidge 30 kwietnia 1859 roku i skatalogował jako obiekt typu „mgławicowego”. Baza SIMBAD błędnie identyfikuje NGC 5310 jako galaktykę.